# Earl Mindell

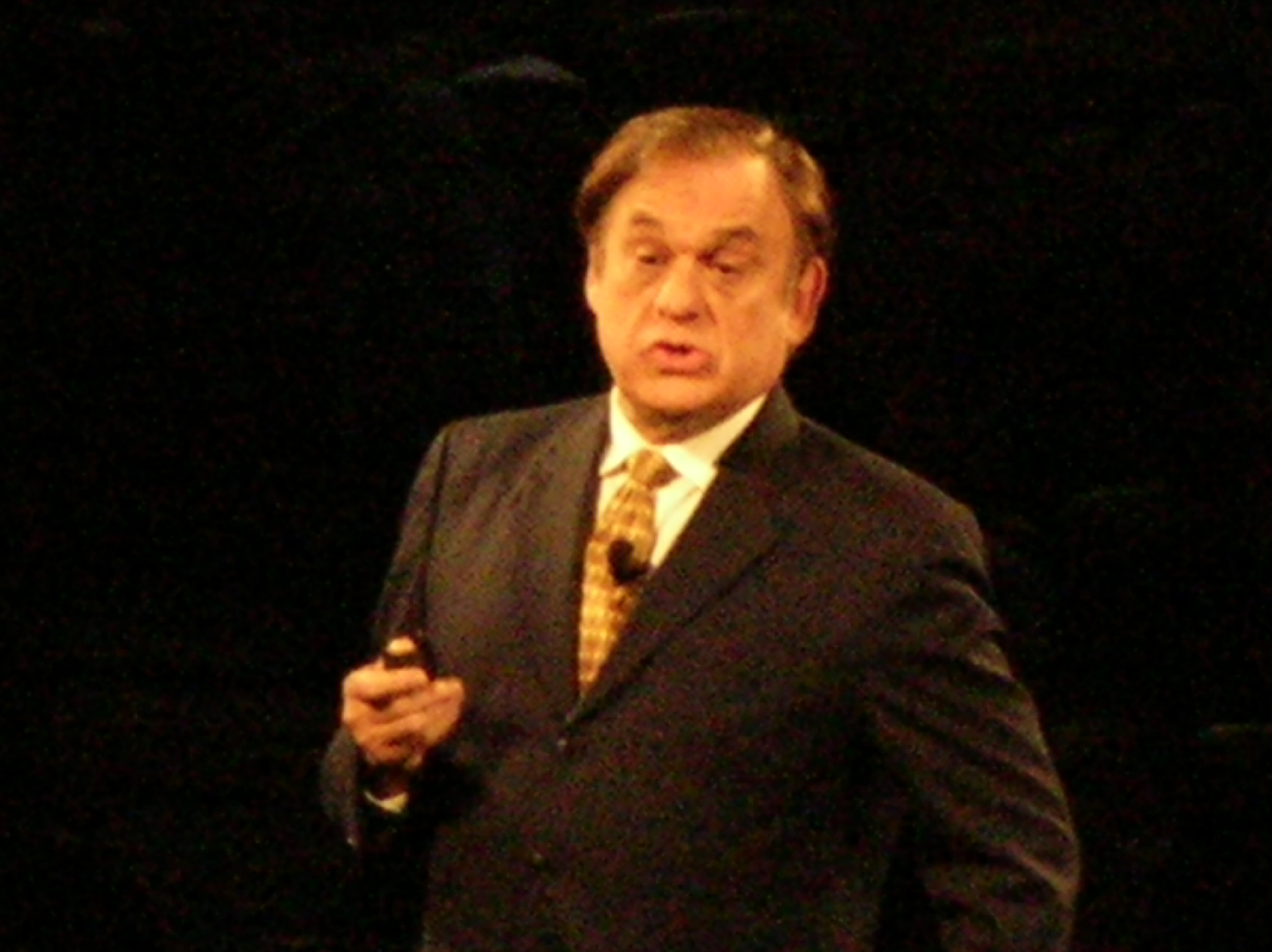
Earl Mindell habla en el seminario Get Motivated en el Cow Palace de Daly City, California.

Earl Lawrence Mindell (Winnipeg 1940) es un nutricionista canadiense nacionalizado en Estados Unidos. Es autor de más de 50 obras sobre el tema, conocido por su libro La biblia de las vitaminas. Afirma poseer una licenciatura en farmacología, una maestría en herboristería y un doctorado en nutrición.

## Controversia
Su teorías han sido fuertemente criticadas por la comunidad científica internacional.
Algunos desmentidos
- Mindell afirma que consumir alimentos con alto contenido de ADN y ARN ayuda a revertir el proceso de envejecimiento; sin embargo, estos ácidos nucleicos son digeridos y nunca llegan a las células de forma que beneficien directamente a sus consumidores.[3]
- También vende suplementos orales antienvejecimiento a base de la enzima superóxido dismutasa, de cuyos beneficios no hay evidencia y sobre la que es bien sabido que no sobrevive al proceso digestivo, por lo que es inútil su administración por vía oral.[3]
- Mindell asegura que el zumo de lycium barbarum (que él comercializa con el nombre de Himalayan Goji Juice) tiene supuestos beneficios frente al cáncer, para lo que cita un estudio del Memorial Sloan-Kettering Cancer Center. El Dr. León Bradlow, autor del estudio, afirma que los resultados demostraron que el zumo goji no tiene propiedades anticancerígenas, y que se realizó en el Hackensack University Medical Center y no en el Sloan-Kettering.[4][5]

El doctorado de Mindell fue otorgado por la Pacific Western University (después denominada California Miramar University), en 1985. En aquel tiempo, esta no era una institución de enseñanza acreditada oficialmente. Posteriormente reció acreditación reconocida por el gobierno de Estados Unidos, la universidad, especializada en gestión y administración, no ofrece ningún curso sobre nutrición.

## Obra
Mindell ha publicado 45 libros. Su obra más conocida, La biblia de las vitaminas de Earl Mindell, es un glosario de micronutrientes publicado en 1979, actualizado y republicado en 2004.